# 4TV (Cataluña)

Cobertura TDT de 4TV.

4TV es una televisión local privada que emite por TDT en las demarcaciones de Tarragona y Villanueva y Geltrú. Aun cuando actualmente tiene la sede en Cambrils tiene previsto unos nuevos estudios en Vilaseca.
El canal forma parte la Asociación de Televisions Digitals Independents de Proximitat y está impulsado por Antoni Llorens, fundador de la distribuidora cinematográfica Lauren Films.